# Hypericum monadenum
Hypericum monadenum är en johannesörtsväxtart som beskrevs av Robson och Poulter. Hypericum monadenum ingår i släktet johannesörter, och familjen johannesörtsväxter. Inga underarter finns listade i Catalogue of Life.